# 14103 Manzoni
14103 Manzoni è un asteroide della fascia principale. Scoperto nel 1997, presenta un'orbita caratterizzata da un semiasse maggiore pari a 2,9392294 UA e da un'eccentricità di 0,0722028, inclinata di 2,12632° rispetto all'eclittica.
L'asteroide è dedicato al poeta, scrittore e drammaturgo italiano Alessandro Manzoni.